# Abbaye de Sainte-Lioba
L'abbaye de Sainte-Lioba, est une abbaye bénédictine située à Simiane-Collongue dans les Bouches-du-Rhône.

## Caractéristiques
Elle composée de moines et de moniales qui vivent de la règle de saint Benoît. Elle a été fondée par une religieuse hollandaise, Hildegard Michaelis. Les frères et les sœurs de la communauté accordent, à travers leur artisanat d'art, une grande importance à la place de la beauté dans leur recherche de Dieu. 